# چوی جی نا
چوی جی نا (انگلیسی: Choi Ji-na؛ زادهٔ ۱۷ مهٔ ۱۹۷۵) یک هنرپیشه اهل کره جنوبی است.